# فرودگاه اکسوم
فرودگاه اکسوم (به انگلیسی: Axum Airport) (به زبان بومی: የአክሱም ዮሃነስ አራት የአየር ማረፊያ) یک فرودگاه همگانی با کد یاتا AXU است . این فرودگاه در کشور اتیوپی قرار دارد .

## شرکت‌های هواپیمایی و مقصدهای پروازی
The following شرکت هواپیماییs offer scheduled passenger service:
| شرکت‌های هواپیمایی | مقصدهای پروازی                 |
| ----------------- | ------------------------------ |
| هواپیمایی اتیوپی  | بوول، گاندر، Lalibela، Mek'ele |